# دی‌اکساتیون
دی‌اکساتیون (به انگلیسی: Dioxathion) با فرمول شیمیایی C۱۲H۲۶O۶P۲S یک ترکیب شیمیایی با شناسه پاب‌کم ۶۵۳۱ است. که جرم مولی آن ۴۵۶٫۲ g/mol می‌باشد. 